# Thorium(IV)-sulfid
Thorium(IV)-sulfid ist eine anorganische chemische Verbindung des Thoriums aus der Gruppe der Sulfide. Neben diesem sind mit dem schwarzen Thorium(II)-sulfid ThS, dem braunen Thorium(III)-sulfid Th2S3, dem schwarzen Th7S12 (ThS1,71-ThS1,76), dem tiefroten Polysulfid Th3S7 und dem Oxidsulfid ThOS mehrere weitere Thoriumsulfide bekannt.

## Gewinnung und Darstellung
Thorium(IV)-sulfid kann (wie auch die anderen Thoriumsulfide) durch Reaktion von Thorium mit Schwefel gewonnen werden.
{\displaystyle \mathrm {Th+2\ S\longrightarrow ThS_{2}} }
Es kann auch durch Reaktion von Thorium(IV)-hydrid oder Thorium(IV)-oxid mit Schwefelwasserstoff bei 1500 °C dargestellt werden.
{\displaystyle \mathrm {ThO_{2}+2\ H_{2}S\longrightarrow ThS_{2}+2\ H_{2}O} }

## Eigenschaften
Thorium(IV)-sulfid ist ein lilabrauner bis purpurfarbener Feststoff. Er besitzt eine Kristallstruktur vom Blei(II)-chlorid-Typ (a = 426,8 pm, b = 726,4 pm, c = 861,7 pm). Er zersetzt sich bei etwa 1905 °C unter Abgabe von Schwefel. Thorium(IV)-sulfid ist wie alle Thoriumverbindungen radioaktiv.

## Verwendung
Thorium(IV)-sulfid kann als festes Schmiermittel verwendet werden.